# Monroe megye (Wisconsin)
Monroe megye az Amerikai Egyesült Államokban, azon belül Wisconsin államban található. Megyeszékhelye és legnagyobb városa Sparta. Lakosainak száma 46 274 fő (2020. április 1.). Monroe megye Jackson, Juneau, Vernon és La Crosse megyékkel határos.

## Népesség
A megye népességének változása:
| Lakosok száma | 44 755 | 45 154 | 45 123 | 45 298 | 45 549 | 46 274 |
|               | 2010   | 2011   | 2012   | 2013   | 2015   | 2020   |